# Monnina salicifolia
Monnina salicifolia är en jungfrulinsväxtart som beskrevs av Hipólito Ruiz López och Pav.. Monnina salicifolia ingår i släktet Monnina och familjen jungfrulinsväxter. Utöver nominatformen finns också underarten M. s. pilostylis.

## Bildgalleri

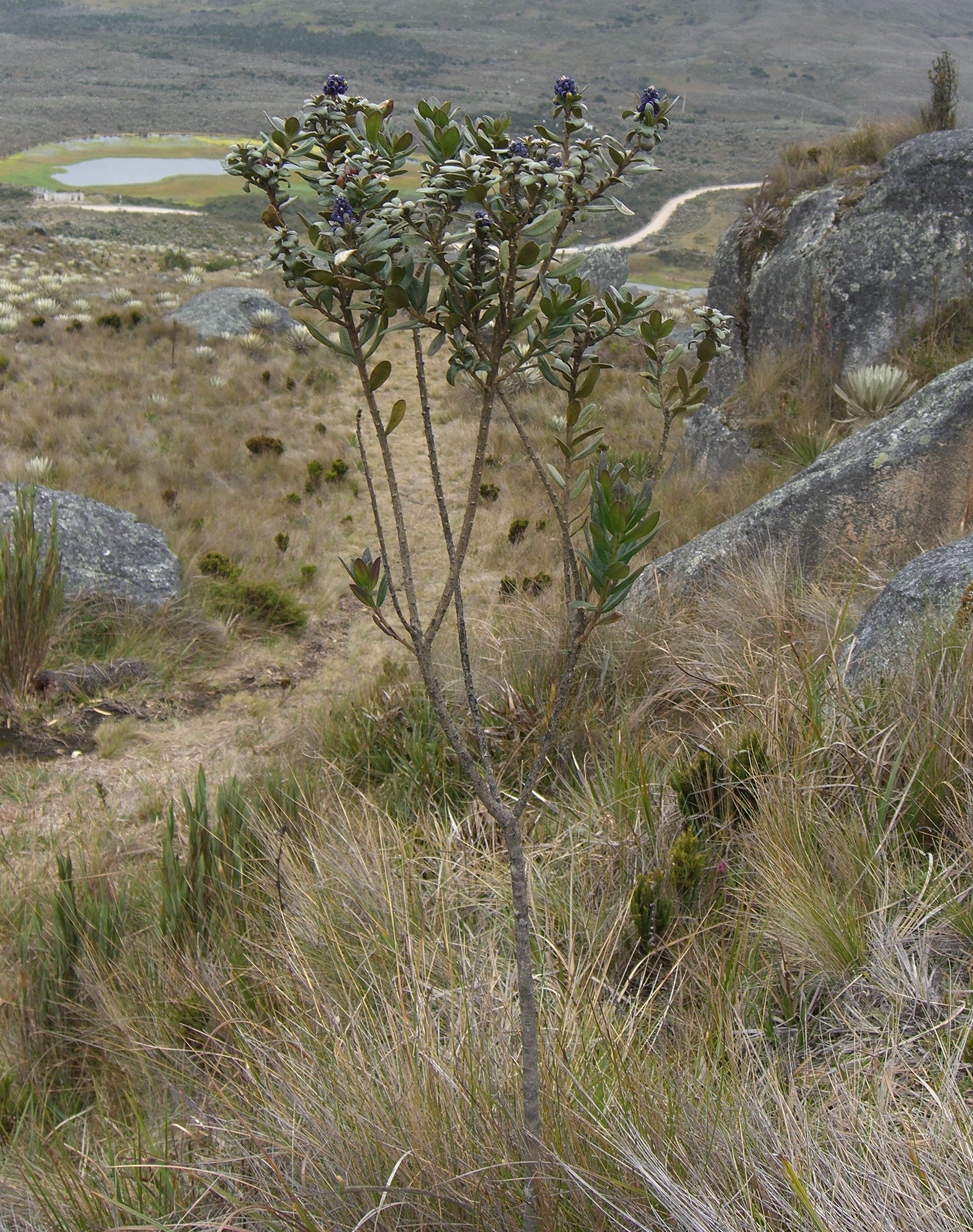
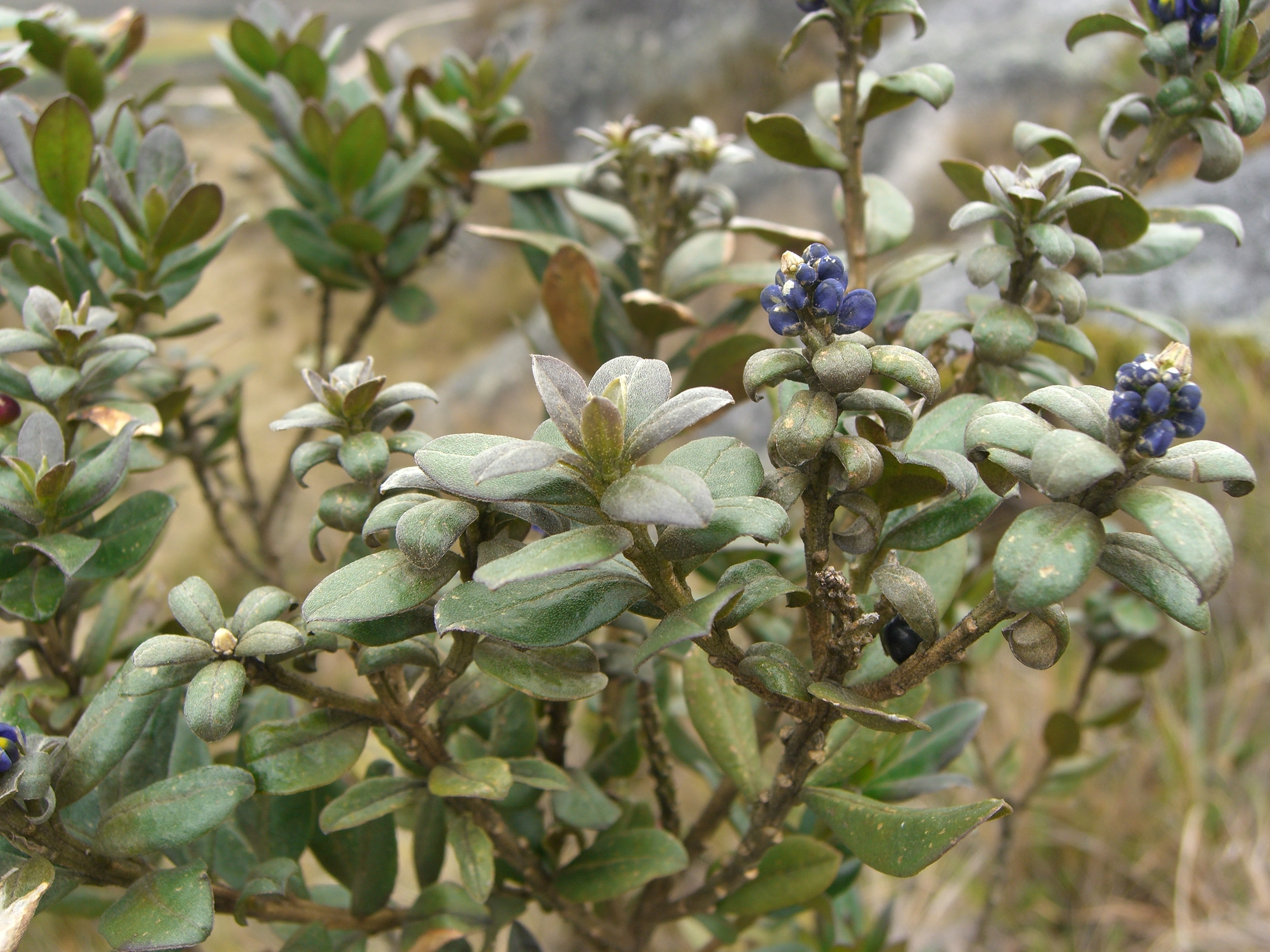
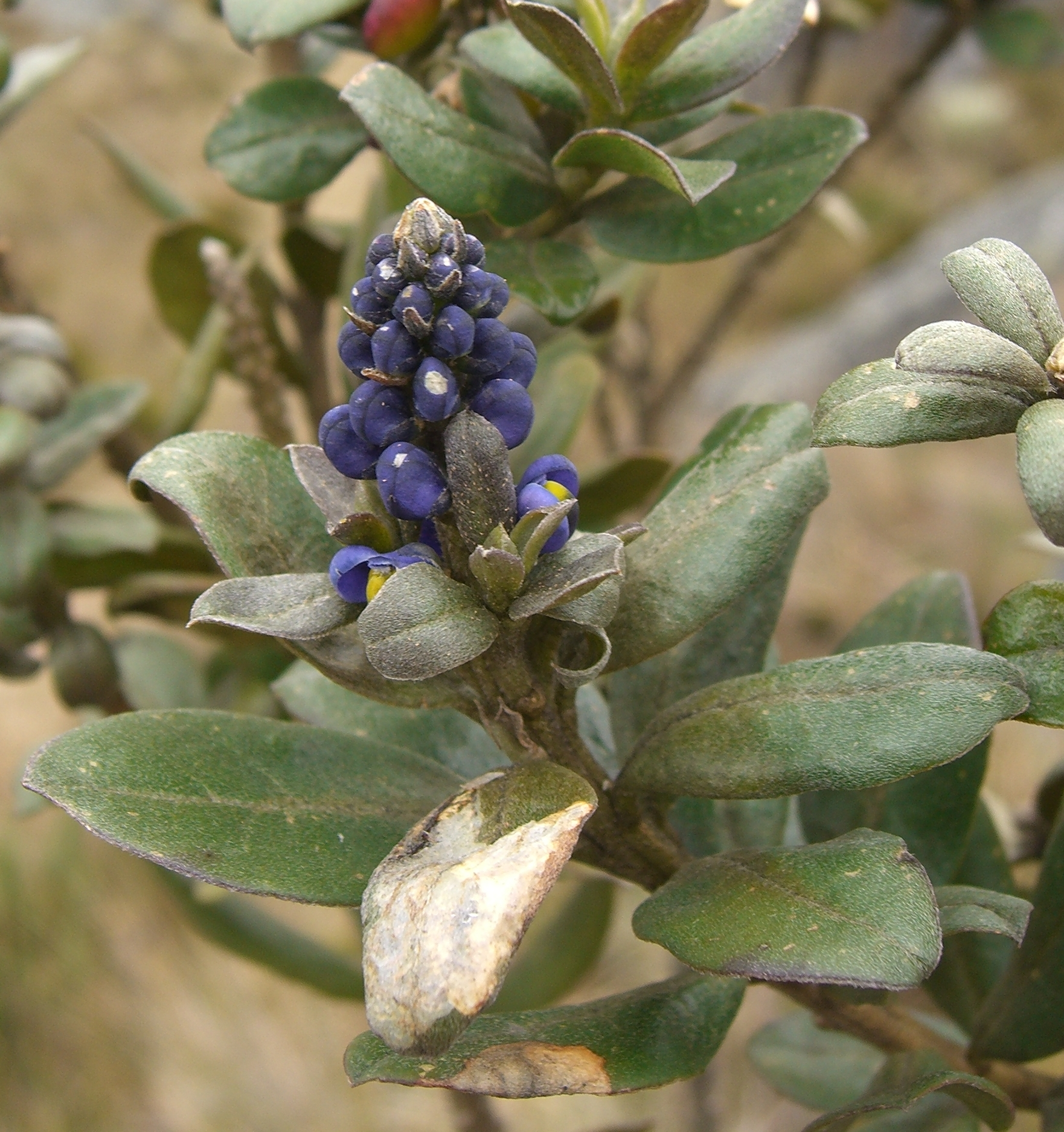